# Radkovice u Budče
Radkovice u Budče é uma comuna checa localizada na região de Vysočina, distrito de Třebíč.